# 패러것급 구축함 (1934년)

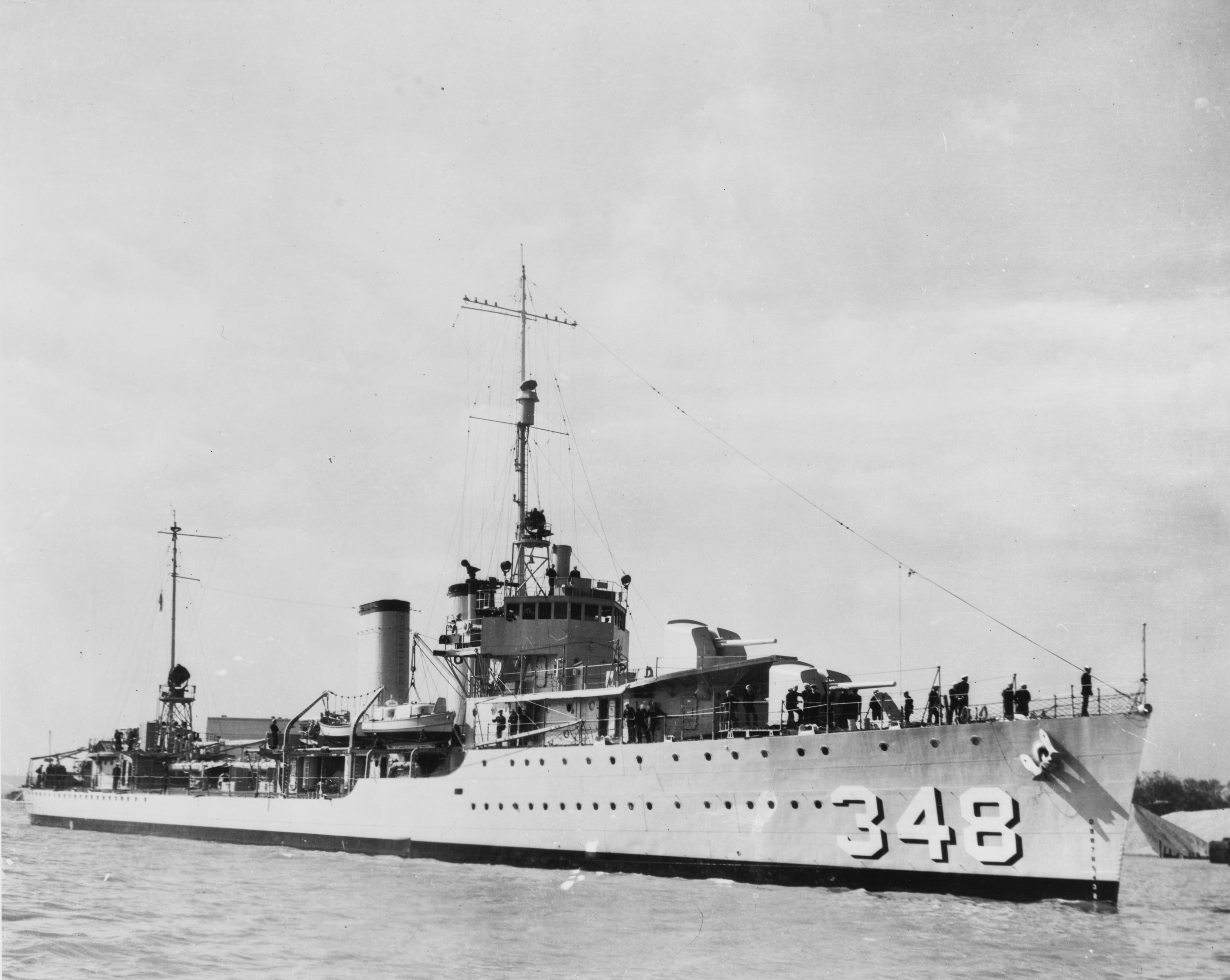
패러것급 구축함

패러것급 구축함(Farragut-class destroyer)은 미국 해군이 보유한 1,365톤급 구축함 8척으로, 제1차 세계 대전 이후 설계한 최초의 미국 구축함이다. 포터급 구축함과 함께 이 배들의 건설은 1916년 4월 29일 의회의 승인을 받았으나 자금 조달이 상당히 지연되었다. 1930년 런던 해군 군축 회담에 따라 표준 배수량은 1,500톤으로 제한되었으며, 이 군함은 1932년에 건조되기 시작하여 1935년에 완성되었다. 이전 미국 구축함 중 최후의 함급(클렘슨급 구축함)이 나온 지 12년 만에 취역 후 패러것급은 1934년과 1935년에 취역했다.
이 함선은 이전 군함보다 약간 더 크고 더 빨랐으며 모든 이전 클래스에 공통된 4개의 스택에 비해 2개의 스택만 가졌다. 이급은 미국 해군을 현대화하기 위해 1930년대에 제작된 1,500톤급 구축함 6개 클래스 중 첫 번째 함급이며, 8척의 패러것급 모두 제2차 세계 대전 동안 광범위한 최전선에서 활약했다. 전투에서 손실된 사람은 아무도 없었지만 전쟁에서 살아남은 사람은 단 5명뿐이었다. 수많은 점진적 개선 끝에 1,500톤급은 조약 제한의 대상이 되지 않는 2,100톤급 플레처급 구축함으로 계승되었다.

## 같이 보기
- 패러것급 구축함 (1958년)
- 미국의 구축함 함급 목록